# 東亞衛視
東亞衛視（英語：East Asia Satellite Television Limited，EAST）於2001年7月啟播，透過亞洲2號衛星24小時播放華語的自然、科學及生活資訊電視節目。東亞衛視是豐德麗控股全資擁有的附屬公司。
東亞衛視2000年12月在澳門成立。2001年5月，全數碼製作中心在香港落成，總面積達2,000平方米。2001年7月，首套衛星電視節目正式啟播，24小時全天候以汉语普通话、粵語廣播。2003年9月登陸Now TV，2005年6月登陸香港寬頻bbTV。由於頻道每年均虧損近1億港元，該台已於2008年4月1日正式停播。

## 東亞衛視製作中心
位於香港鴨脷洲海怡半島的東亞衛視製作中心設有兩個專業數碼演播室、Thomson/ Philips LDK 攝錄機、兩個數碼視頻特技效果、Final Cut Pro及Avid等非線性剪接系統Maya 3D電腦動畫製作系統、錄音及配音室、SADiE多聲軌剪輯系統、Leitch ASC視頻伺服器、電視制式轉換器等。

## 服務
東亞衛視提供一站式的電視製作服務，包括： 
- 200平方米演播室，配備三部攝錄機及天幕
- 400平方米演播室，配備三部攝錄機及實景
- 2D及3D電腦動畫製作
- 商業廣告片製作
- 錄音及配音服務
- 電視頻道節目播送服務